# Ludwig Fels
Ludwig Fels, född 27 november 1946 i Treuchtlingen, Bayern, död 11 januari 2021 i Wien, var en tysk författare, dramatiker och skribent som med romanen En orimlig kärlek (1981, till svenska 1982) fick sitt genombrott i Sverige.

## Biografi
Ludwig Fels växte upp i ett medelklasshem utan kontakt med sin far. Efter folkskolan och en tid med enklare diversearbeten, flyttade han 1970 till Nürnberg och började skriva reportage, poesi och dramatik. 1973 debuterade Fels med lyriksamlingen
Anläufe, kortromanen Platzangst och hörspelet Kaputt oder Ein Hörstück aus Scherben. Han blev medlem i tyska PEN och flyttade 1983 till Wien, där han fortfarande bor. Fels litterära genombrott med Ein Unding der Liebe / En orimlig kärlek handlar om 27-årige Georg Bleistein, ett vandrande fläskberg bespottad och mobbad av alla, uppväxt hos sin moster och mormor, där han lever i förnedring, frosseri och onani. När Georg bryter upp för att söka efter sin mor, finner han en sliten alkoholiserad prostituerad, lika ensam och avskydd som han själv.

### Lyrik
- Anläufe. Darmstadt u. a. 1973
- Ernüchterung. Erlangen u. a. 1975
- Alles geht weiter. Darmstadt u. a. 1977
- Ich war nicht in Amerika. Erlangen 1978
- Ludwig Fels. Kürbiskern-Zeit-Gedichte, München 1979
- Vom Gesang der Bäuche. Darmstadt u. a. 1980
- Der Anfang der Vergangenheit. München u. a. 1984
- Blaue Allee, versprengte Tataren. München u. a. 1988
- Egal wo das Ende der Welt liegt. Salzburg, Wien 2010
- Letzter Versuch, die Welt zu umrunden. 2012
- Hinterm Spiegel Bregenz 2013

### Romaner och andra texter
- Platzangst. Darmstadt u. a. 1974
- Die Sünden der Armut. Darmstadt u. a. 1975
- Mein Land. Darmstadt u. a. 1978
- Ein Unding der Liebe Darmstadt u. a. 1981
- En orimlig kärlek. Tidens förlag 1982 - översättning Margaretha Holmqvist ISBN 91-550-2690-7
- Kanakenfauna. Darmstadt u. a. 1982
- Betonmärchen. Darmstadt u. a. 1983
- Die Eroberung der Liebe. München u. a. 1985
- Rosen für Afrika. München u. a. 1987
- Rosor till Afrika. Legenda 1990 - översättning Margaretha Holmqvist ISBN 91-582-1393-7
- Der Himmel war eine große Gegenwart. München u. a. 1990
- Bleeding heart. München u. a. 1993
- Mister Joe. München 1997
- Krums Versuchung. Hamburg u. a. 2003
- Reise zum Mittelpunkt des Herzens. Salzburg 2006, ISBN 3-902497-05-X
- Die Parks von Palilula. Salzburg 2009
- Die Hottentottenwerft. Salzburg 2015

### Dramatik
- Lämmermann. 1983
- Der Affenmörder. 1985
- Lieblieb. 1986
- Soliman. 1991
- Sturmwarnung. 1992
- Die Hochzeit von Sarajewo. 1994
- Corpus Christi, Texas, Good Friday. Frankfurt am Main 1996
- Öl auf dem Mond. 2000
- Tillas Tag. 2002

Samtliga utgivna av Verlag der Autoren.